# Altria
Altria Group, Inc. (tidligere Philip Morris Companies, Inc.) er en amerikansk tobaksvirksomhed, der er baseret i Richmond, Virginia. Deres årsomsætning er på 21 mia. $.
Altria er moderselskab til Philip Morris USA, John Middleton, Inc., U.S. Smokeless Tobacco Company, Inc. og Philip Morris Capital Corporation. Altria har en væsentlig ejerdel i belgiske Anheuser-Busch InBev og den canadiske cannabisvirksomhed Cronos Group.